# Gare de Cannes-la-Bocca

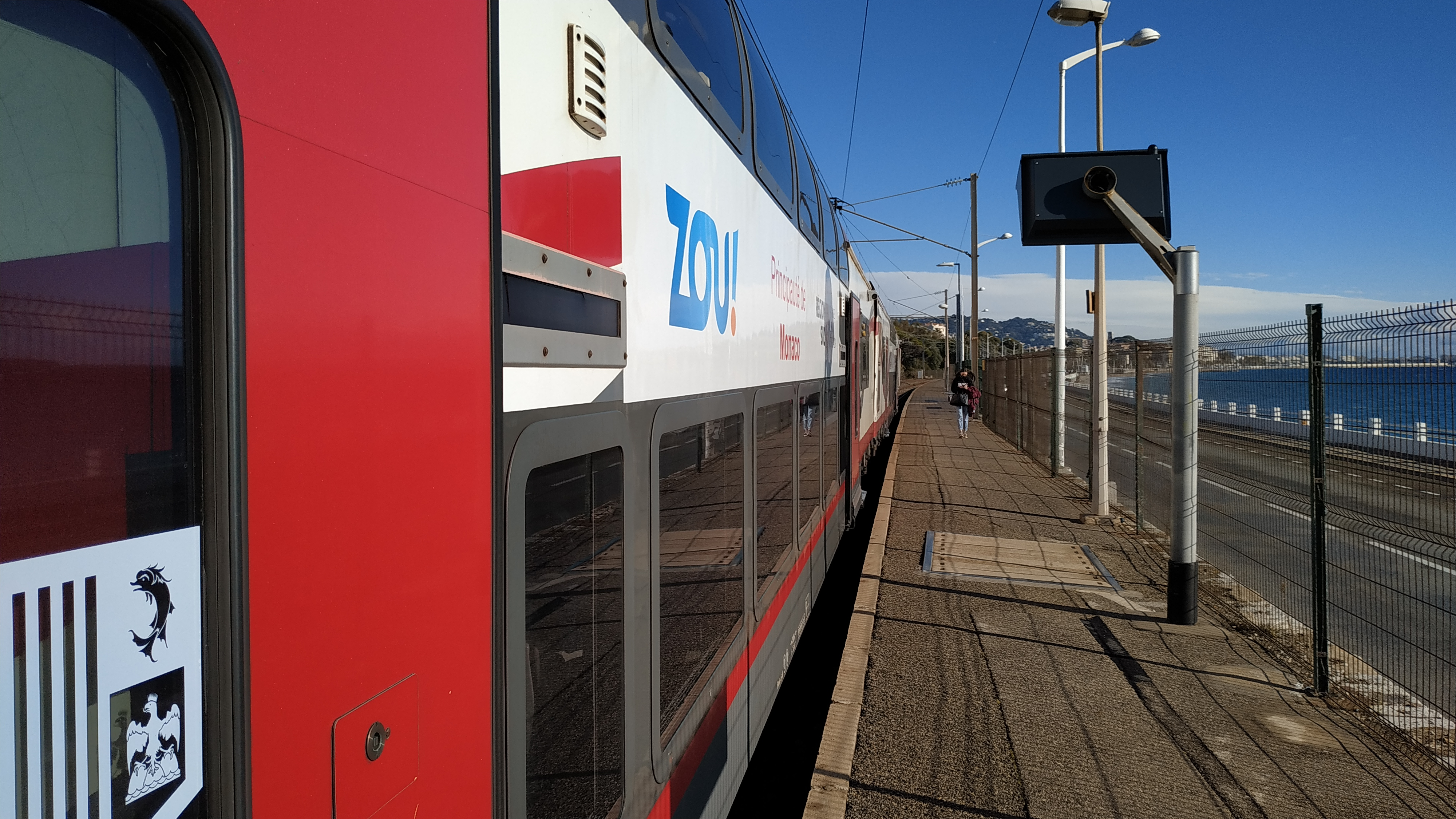
Gare de Cannes-la-Bocca

La gare de Cannes-la-Bocca est une gare ferroviaire française des lignes de Marseille-Saint-Charles à Vintimille (frontière) et de Cannes-la-Bocca à Grasse. Elle est située dans le quartier de La Bocca, sur le territoire de la commune de Cannes, dans le département des Alpes-Maritimes, en région Provence-Alpes-Côte d'Azur. Elle est distante d'environ trois kilomètres de la gare de Cannes dans la direction de l'ouest.
La station de La Bocca est mise en service en 1885 ou 1886[réf. nécessaire], par la Compagnie des chemins de fer de Paris à Lyon et à la Méditerranée (PLM).
C'est une gare de la Société nationale des chemins de fer français (SNCF) desservie par des trains TER Provence-Alpes-Côte d'Azur. Les circulations de la relation TER Vintimille – Nice – Grasse n'assurent pas la desserte voyageurs de Cannes-la-Bocca mais celle de la gare du Bosquet, située sur la voie unique à environ 900 mètres.

## Situation ferroviaire
Établie à 4 mètres d'altitude, la gare de bifurcation de Cannes-la-Bocca est située au point kilométrique (PK) 190,405 de la ligne de Marseille-Saint-Charles à Vintimille (frontière) (double voie), entre les gares de Mandelieu-la-Napoule et Cannes. 
Gare de bifurcation, elle est également la gare d'origine de la ligne de Cannes-la-Bocca à Grasse (voie unique), avant la gare du Bosquet. Néanmoins elle est située au PK 2,727 de cette ligne qui ne la dessert pas. Par ailleurs, les installations de la bifurcation double voie / voie unique sont commandées depuis le poste d'aiguillage de Cannes.

## Histoire
Le premier train, de la Compagnie des chemins de fer de Paris à Lyon et à la Méditerranée (PLM), qui dessert officiellement la gare de Cannes, le 10 avril 1863, ne dessert pas ce quartier qui ne dispose pas d'installations pour un arrêt. 
Le 24 février 1870, le ministre des travaux publics, en réponse à un vœu du conseil général avant la mise en exploitation de l'embranchement de Cannes à Grasse, indique que la Compagnie PLM prévoit d'examiner « l'opportunité d'établir à la bifurcation une simple halte desservie par quelques trains ».
En 1882, la Compagnie PLM envisage d'y créer la gare marchandise de Cannes et un dépôt de locomotives. Le 12 juin, l'ingénieur du contrôle, indique dans la liste des travaux projetés, sur la ligne de Marseille à Vintimille, la « translation du la gare marchandise et du dépôt des machines de Cannes à la Bocca », et la « création d'une station de voyageurs à la bifurcation de l'embranchement de Grasse, quartier de la Bocca ». Le 23 mai 1883, le même ingénieur précise qu'à « La Bocca, on a créé une station à l'origine de l'embranchement de Grasse et on travaille à l'établissement de la gare petite vitesse de Cannes ». Le 30 novembre 1883, le ministre décide d'ouvrir une gare, ouverte aux voyageurs et à la grande vitesse, et de l'installer à la bifurcation. 
Le 10 août 1886, la gare est ouverte au service de la télégraphie privée, elle dispose d'un bureau pour les télégrammes.

## Fréquentation
De 2015 à 2023, selon les estimations de la SNCF, la fréquentation annuelle de la gare s'élève aux nombres indiqués dans le tableau ci-dessous.
| Année                      | 2015    | 2016    | 2017    | 2018    | 2019    | 2020    | 2021    | 2022    | 2023    |
| -------------------------- | ------- | ------- | ------- | ------- | ------- | ------- | ------- | ------- | ------- |
| Voyageurs                  | 191 768 | 195 274 | 349 434 | 217 673 | 212 472 | 104 403 | 135 049 | 156 151 | 166 572 |
| Voyageurs et non voyageurs | 239 710 | 244 093 | 436 793 | 272 091 | 265 590 | 130 504 | 168 811 | 195 189 | 208 215 |

## Service des voyageurs

### Accueil
Halte SNCF, elle dispose d'un bâtiment voyageurs. 
L'ancien guichet de Cannes-la-Bocca a fermé en Mai 2024.
Elle est également équipée d'automates pour l'achat de titres de transport TER.

### Desserte
Cannes-la-Bocca est desservie par des trains TER Provence-Alpes-Côte d'Azur, qui ont pour destinations Les Arcs - Draguignan, Nice-Ville, Menton et Vintimille.
Attention, bien que la ligne de Grasse passe dans cette gare, au nord du bâtiment voyageur, les trains circulant sur cette ligne à voie unique ne s'y arrêtent pas. En effet le quai desservant la ligne est actuellement désaffecté. Après Cannes, les trains en direction de Grasse desservent Le Bosquet.

### Intermodalité
Un parking pour les véhicules est aménagé. Des bus desservent la gare : les lignes 1, 2, 14, Palm Express et 22 (bord de Mer) du réseau Palm Bus ; la ligne 610 du réseau départemental TAM.

## Projet de gare TGV
(octobre 2016).
En octobre 2016, le conseil municipal de Cannes prend position en faveur de la création d'une gare de correspondance entre TGV et TER à la Bocca (plus précisément sur le site de la gare de Cannes-Marchandises), dans le cadre du projet de ligne nouvelle Provence Côte d'Azur ; SNCF Réseau souhaiterait également implanter une telle gare dans le secteur des Bouillides, à Sophia Antipolis.